# Оптимістична печера

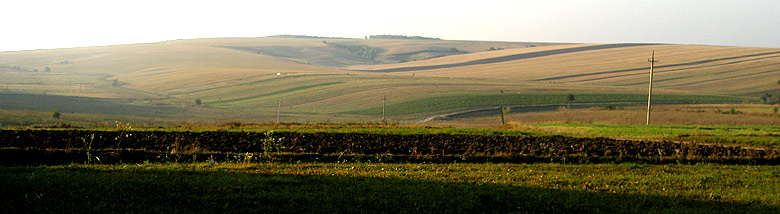
Ландшафт над печерою

Оптимісти́чна — гіпсова печера в Тернопільській області України; геологічна пам'ятка природи загальнодержавного значення. Розташована в межах Чортківського району, на південний захід від села Королівка, в лісовому урочищі «Королівка» (Шупарське лісництво, кв. 2, вид. 7).

Це найдовша у світі гіпсова печера, яка увійшла до Книги рекордів Гіннеса. 

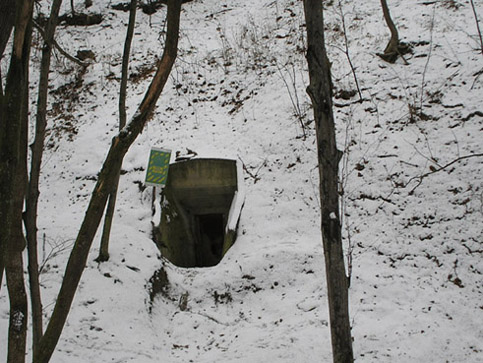
Вхід до печери

## Загальна характеристика
Сумарна закартована довжина ходів становить понад 267 км. Печера до кінця не розвідана. Вона займає площу близько двох квадратних кілометрів, що зумовлено численністю та звивистістю ходів. Ходи залягають на глибині близько 20-80 м від поверхні. Печера сильно замулена глиною. Трапляються сталактити, геліктити, інші натічні утворення.
Занесена до Книги рекордів Гіннеса як найдовша у світі гіпсова печера, найдовша печера Євразії та п'ята за довжиною серед печер світу.
У 2010 році ввійшла до складу національного природного парку «Дністровський каньйон».

## Історія відкриття і дослідження
Придністровське Поділля багате печерами, тому давно приваблювало дослідників. У 1965 році львівські спелеологи з новоствореного клубу «Циклоп» проводили топографічне знімання печери «Вітрова» біля села Королівка Борщівського району, коли місцеві хлопчики показали струмок, розташований неподалік, який іде під землю. Тоді розкопати нічого не вдалося, але повернувшись через рік, 8 травня 1966 року, Олексій Соляр і Мирон Петрович Савчин пройшли за глиняний сифон, який перегороджував їм шлях минулого року, та обстежили близько 400 м печери. Із самого початку передбачалося, що її довжина не менше 3 км; подальше дослідження перетворило її в найдовшу печеру тодішнього Радянського Союзу. Печеру назвали Оптимістичною, оскільки скептично налаштовані колеги прозвали львів'ян «оптимістами». Відтоді почалося регулярне розвідування, першопроходження і картування печери експедиціями Львівського спелеоклубу «Циклоп». Загальне керівництво дослідженням здійснював президент клубу М. Савчин.
Печера горизонтальна, лабіринтового типу, закладена у 20—25-метровій товщі гіпсів на глибині 60—80 метрів. Складається з 15 відносно ізольованих районів, зв'язаних між собою одним або кількома ходами.
Окремі райони закладені в різних геологічних блоках із різною історією їхнього розвитку і формування, відрізняються між собою за геоморфологічними ознаками, морфометричними характеристиками, напрямком переважаючої тріщинуватості, вторинним мінералоутворенням, що були відкриті у різні роки. Дослідження деяких із них ще триває.
Печера не заводнена. Є декілька невеликих озер із більш-менш сталим рівнем. Найбільше з них «Aqva vitae» з площею поверхні 82 м². Крім цього, є декілька водопроявів, які підлягають регіональним коливанням рівня води. Під час його максимуму, який може тривати декілька років, частковому затопленню підлягає район Свіжа Вода та південний захід району Центрального. Сезонними повенями може бути затоплений вхідний район і перекритий вхід у печеру на термін від декількох днів до 1—2 тижнів.
Вже було проведено понад 260 експедицій. У дослідженнях печери брали участь також спелеологи з інших країн: Болгарії, Польщі, Росії тощо.
У міру того як тривали дослідження печери, виникала необхідність у нових підземних базових таборах. На 2008 рік їх було 15. «Оазис», один із найвіддаленіших підземних таборів, розташований на периметрі печери, є також і найзручнішим: прямо в таборі є резервуар із чистою водою, колонкою для її викачування, близько 700 літрів запасу води, спальні місця на півсотні чоловік і нове кухонне начиння.
Пам'ятка природи перебуває у віданні Львівської міської громадської організації — спелеоклубу «Циклоп». Статус надано 1971 року.
На даний час[коли?] розвідана довжина печери становить понад 260 км.

## Райони
Оптимістична складається з 26 районів, які відрізняються один від одного морфологією ходів, кольором і структурою гіпсу, кількістю кристалів, їхніми розмірами, формою, відтінком. Райони відносно ізольовані, з'єднані між собою одним або двома ходами. Найкрасивішими ділянками печери вважають галереї Караганда, Золотий Полоз, Пушкіна, Чумацький Шлях, також район Радіо Люкс, гроти Тудуся та Кіт.
Починається ця велична і цікава печера з непривабливого району. Коридори тут невеликі, досить різноманітні. Стіни сірі, частіше вимазані гіпсом. Район називають Старий або Вхідний. Його довжина 9,9 км. На сході через двохсотметровий низький і вузький лаз він з'єднується з печерою Вітрова. На заході Вхідний район примикає до району «Глобусів». Тут з'являються широкі, добре пророблені водою галереї — «Циклоп», «Спелеологів», «Вічно юних», «Софія»; зали — «Дружба», «Ювілейний».
Часто трапляються гроти, що утворилися внаслідок обвалів величезних гіпсових брил. Поверхня відриву часто має сферичну форму, звідки й походить назва району Глобусів. Він додав до карти печери 10,6 км. На півночі район Глобусів з'єднується з районом Свіжа Вода. Коли цей район відкрили, в більшості ходів стояла вода, що й дало назву району.
У районі Глобусів у галереї «Циклоп» був обладнаний перший в історії печери базовий табір. Але в той час у печері ще не була знайдена вода, і воду доводилося носити в каністрах з поверхні. На південному заході район Глобусів через єдиний прохід з'єднується з Новим районом. Ще його називають Центральний. Це найбільший район. Довжина його лабіринту становить 48,3 км. У західній частині району вперше була знайдена вода, що дало змогу поставити там табір, що діє досі. У центральній та південній частині району чи не найгустіша мережа ходів у всій печері. Щілиноподібні коридори часто поширені в нижній третині, іноді утворюють просторі галереї, що буяють кристалами, — «Чумацький шлях», «Проспект Шевченка», «Краківська» й інші. На перетині різних ходів у результаті обвалів утворилися великі гроти й зали, захаращені великими брилами. У цій частині печера має дво- або навіть триповерхову будову. Перший поверх — «підвали» — найрозвиненіший у центральній і південній частинах району. Це широкі й невисокі ходи з пологими склепіннями. Над першим поверхом практично по всьому лабіринту розташований другий поверх. Це високі, щілиноподібні коридори готичного типу. Стіни в Новому районі переважно темні, місцями вкриті сліпучо-білими іскристими кристалами. Трапляються також жовто-рожеві прозорі кристали пластинчастого гіпсу, що досягають іноді одного метра у перерізі.
На захід від Нового району тягнеться в північно-західному напрямку Далекий район. Його загальна довжина 22,15 км. Стіни тут переважно білі, місцями всипані зовсім прозорими кристалами. В Далекому районі розташовані такі величезні галереї, як «Аспірантська» — завдовжки 180 м і завширшки 15 м, «Шипуча» — завдовжки 190 м, «Львівська» — 80 м. Дуже багато завалів. Пересуватися доводиться стрибаючи з каменя на камінь, лазячи по скелях, деручись у розпірках. Пройшовши останній завал, можна потрапити до прямих, рівних коридорів, де можна йти на повний зріст, не дивлячись під ноги. Стіни золотаво-жовті, іноді білі, з різноманітними візерунками. Це район Озерний. На північному периметрі є величезний зал із завалом. Спустившись тут вниз, можна побачити озеро, що йде під стіну, а далі — друге й третє. Зал назвали «Аква-Віта», а район — Озерний. Найцікавіше те, що рівень води в озерах від дня відкриття печери жодного разу не змінювався, тоді як в інших районах Оптимістичної та у розташованій неподалік печері Голубі Озера він коливається з амплітудою до 2 метрів. Надзвичайною красою в Озерному районі вирізняються галереї «Дванадцяти апостолів», «Гонолулу», «Паміро-Алтайська», зал «Григорія Сковороди». Кристали в цьому районі не дуже великі, зате їх дуже багато й вони мають дивовижні форми — на стінах голки, їжачки, а підлога наче посипана снігом.
Найкрасивішим районом вважають Заозерний. Потрапити туди можна, подолавши завал у залі «Аква-Віта». Грандіозні обсяги, кольорові стіни і склепіння — смуги світлі, темні, червоні, жовті, якісь кола, зиґзаґи. А кристали — від дрібних, наче іній, до величезних, завбільшки із пляшку з-під   шампанського, зовсім прозорих. Побачити цей музей природи — гідна нагорода тим, хто не злякався труднощів і переборов майже 5-кілометровий шлях, де доводиться йти навкарачки чи зігнувшись, то стрибаючи по каменях, то лазячи по скелях, пробираючись у розпірках. Полегшує шлях те, що на трасі обладнані підземні табори, де можна відпочити, випити гарячого чаю, перекусити. Для багатоденних подорожей під землею підземні табори постачають запасом продуктів, примусами, там є всі умови для ночівлі, готування повноцінної гарячої їжі. Досвідчені спелеологи, які більшу частину життя присвятили дослідженню Оптимістичної, гарантують безпеку подорожі, необхідні зручності для відпочинку, допоможуть перебороти труднощі пересування печерою.

## Озера
Оптимістична печера має такі підземні озера: Мрія, Частинка Бога, П'ятикутне, Пермське, Фріке, Містик, Кишенька, Мікрон. Останнє озеро претендує на звання найбільшого підземного озера України. Його глибина 5-6 м, площа водного дзеркала — 500 м², температура води 7°C

## Рекорди
- Це найдовша у світі гіпсова печера[3], яка увійшла до Книги рекордів Гіннеса.
- Виявлені тут геліктити своїм існуванням спростували теорії про те, що вони можуть утворюватися тільки у вапнякових печерах.

Геліктити
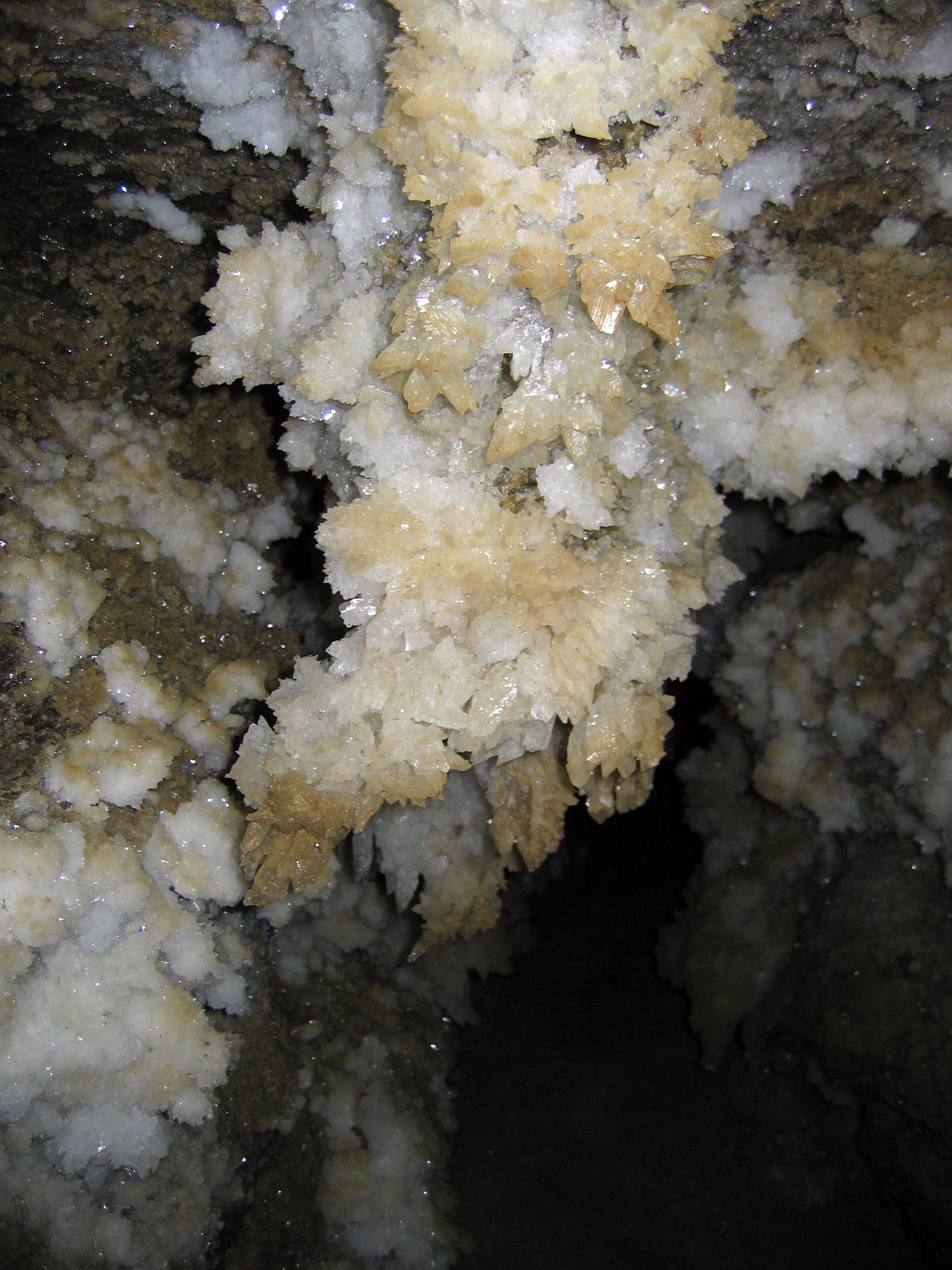
border
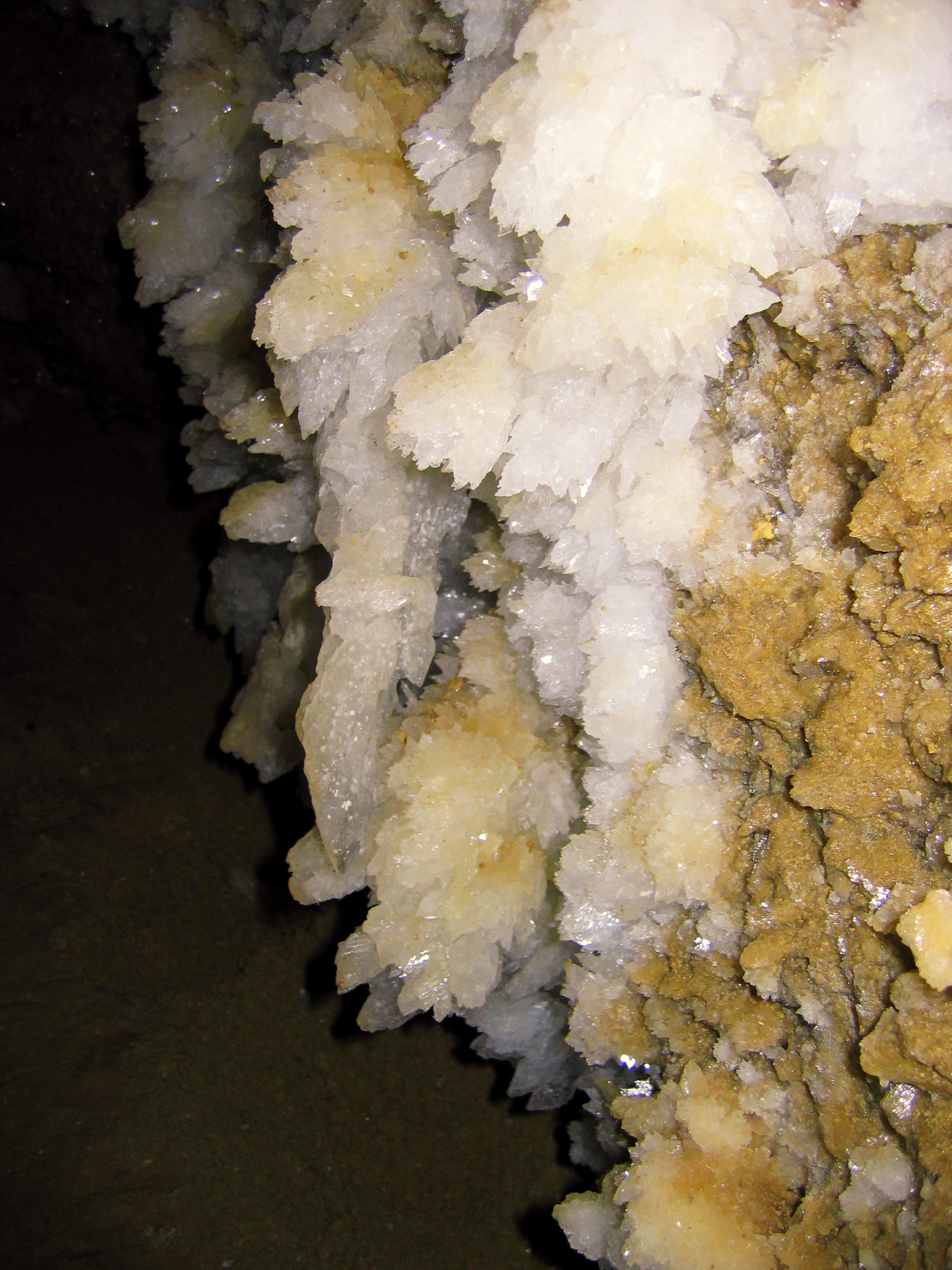
border